# Philip Johnson (architect)

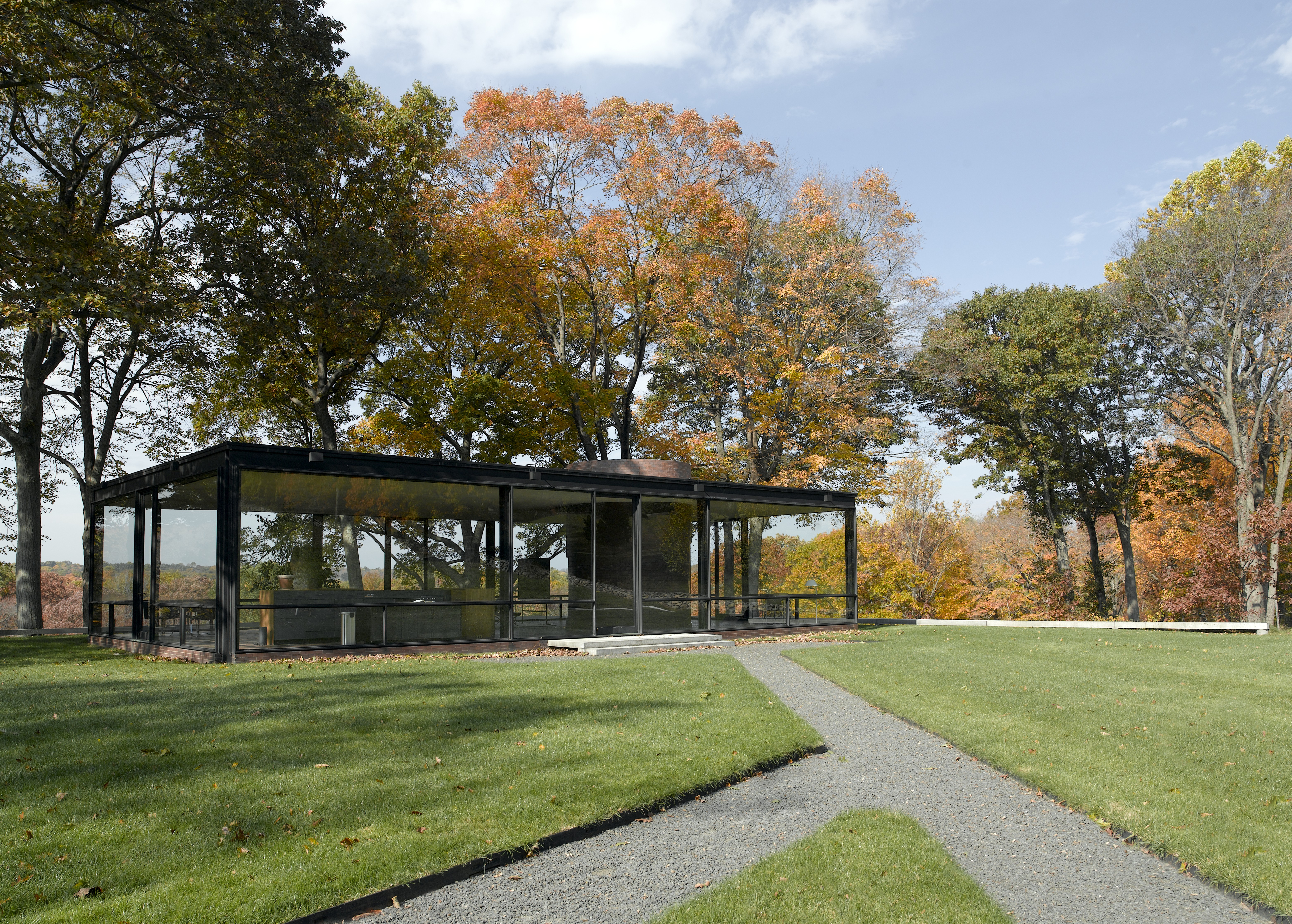
Glass House, New Canaan

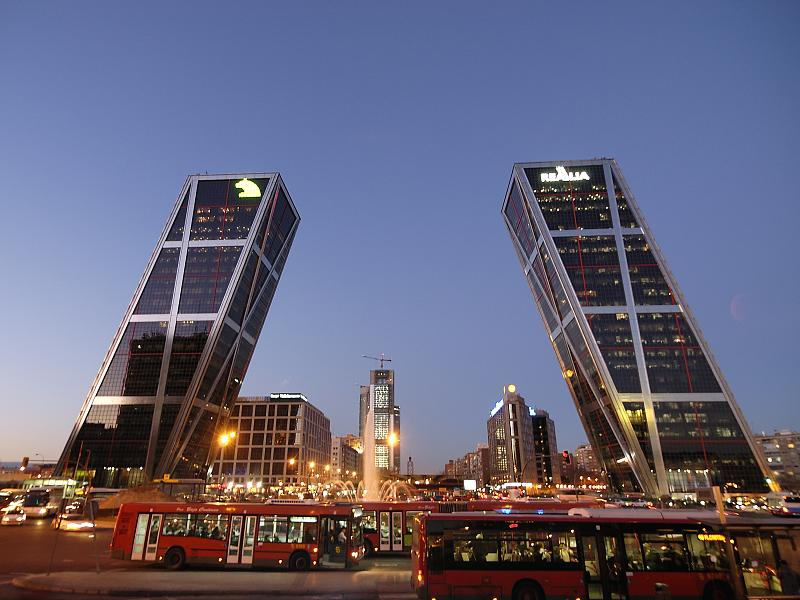
Torres KIO in Madrid

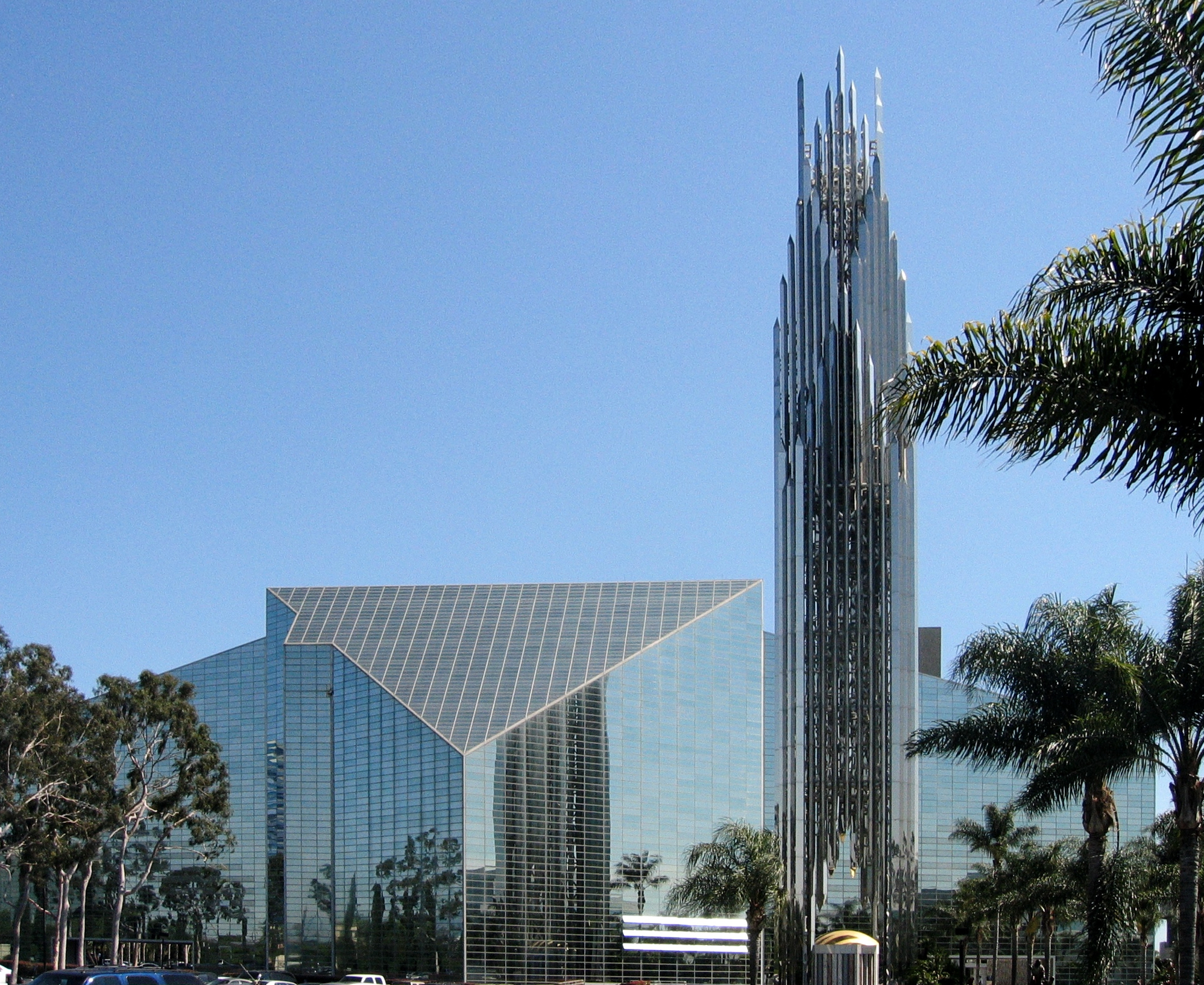
Crystal Cathedral in Garden Grove

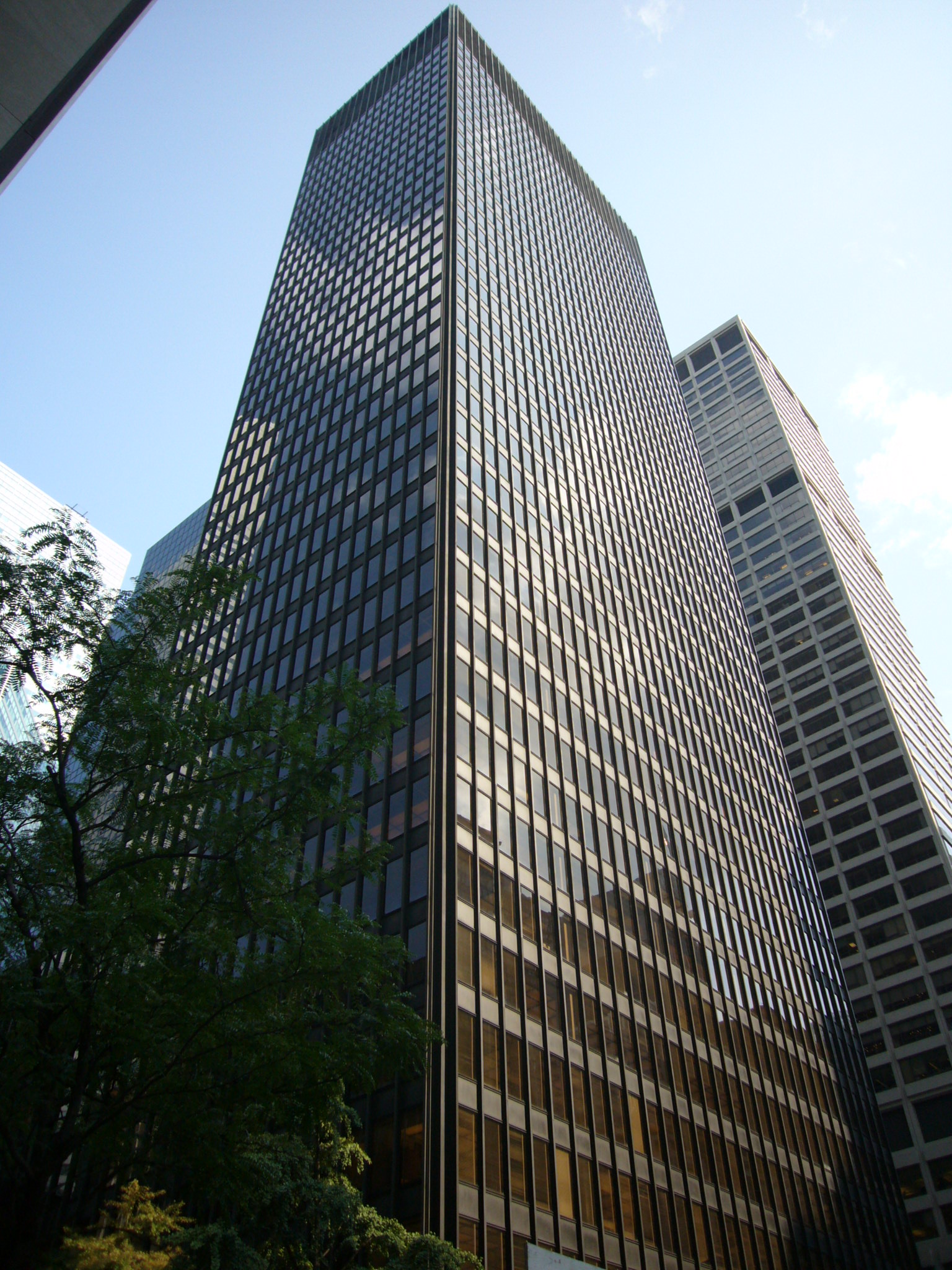
Seagram Building in New York

Philip Cortelyou Johnson (Cleveland, 8 juli 1906 - New Canaan, 25 januari 2005) was een Amerikaanse architect en architectuurcriticus. Hij wordt samen met Henry-Russell Hitchcock gezien als een van de grondleggers van de Internationale Stijl. Tevens wordt hij gezien als grondlegger van postmodernistische- en deconstructieve architectuur.

## Levensloop

### Jeugd en opleiding
Philip Johnson werd geboren als zoon van een rijke advocaat. Hij was een nakomeling van Jacques Cortelyou, die voor Peter Stuyvesant de eerste kaart van Nieuw-Amsterdam heeft gemaakt.
Johnson studeerde geschiedenis en filosofie aan de Harvard-universiteit. Voor en tijdens zijn studie heeft hij een aantal keer Europa bezocht, waaronder de kathedraal van Chartres en het Pantheon in Rome. Mede door deze reizen raakte hij gefascineerd door architectuur en het Duitse nazisme.

### Jaren 30
Van 1930 tot 1936 was hij hoofd van de afdeling architectuur in het Museum of Modern Art (MoMA) in New York. Geïnspireerd door een artikel van Henry-Russell Hitchcock en een persoonlijke ontmoeting met Ludwig Mies van der Rohe, raakte Johnson in de ban van de nieuwe-bouwen-beweging in de bouwkunst. Op de ontmoeting met Van der Rohe volgden een levenslange vriendschap en samenwerking. In 1932 organiseerde hij de tentoonstelling 'Modern Architecture: International Exhibition' in het MoMA. Hier werden werken tentoongesteld van onder anderen Le Corbusier, Walter Gropius en Van der Rohe. Frank Lloyd Wright trok zich terug, omdat zijn werk volgens hem geen prominente plaats innam op de tentoonstelling. De tentoonstelling was zeer invloedrijk. Het was de eerste kennismaking van het Amerikaanse publiek met het modernisme. Het boek The International Style, dat Johnson samen met Henry-Russell Hitchcock schreef, werd tevens de naam van een nieuwe stroming binnen de architectuur.
In de jaren 30 sympathiseerde Johnson met de nazi's. Later zei hij over deze periode in zijn leven: "I have no excuse (for) such unbelievable stupidity... I don't know how you expiate guilt." In die periode nam Johnson ontslag bij het MoMA, om zich te richten op een carrière in de journalistiek. Hij had grote kritiek op de liberale verzorgingsstaat, waarvan, volgens Johnson, het falen bleek tijdens de Grote Depressie. Als correspondent deed Johnson verslag van de nationaalsocialistische partijdagen in Neurenberg en van de inval in Polen in 1939. Na zijn terugkeer in de Verenigde Staten nam hij dienst in het Amerikaanse leger.

### Jaren 40 en 50
In 1940 keerde Johnson terug naar Harvard, waar hij architectuur studeerde bij Walter Gropius en Marcel Breuer. Daarna richtte hij zijn eigen architectenbureau op. In 1946 keert hij terug bij het MoMA om weer hoofd van de afdeling architectuur te worden. In de periode 1947-1949 ontwierp Johnson het Glass House. Dit ontwerp geldt nog steeds als het schoolvoorbeeld van de wijze waarop architectuur kan opgaan in de natuur. Het Farnsworth House van Van der Rohe stond model voor het Glass House. In 1953 ontwierp hij de beeldentuin van het MoMA.
Samen met Mies van der Rohe ontwierp hij in de jaren 50 het Seagram Building, wat als een mijlpaal van de moderne architectuur wordt beschouwd.

### Latere jaren
Eind jaren zeventig ontwierp Johnsons het AT&T Building (tegenwoordig Sony Building), een wolkenkrabber van drie opeengestapelde delen: een classicistisch voetstuk, een modernistisch middengedeelte en een gebroken pediment als hoofddeksel. In dezelfde tijd tekende Johnson het neogotische glaspaleis PPG Building in Pittsburgh.
De tentoonstelling "deconstructivistische architectuur", die hij samen met Mark Wigley organiseerde in 1988 in het MoMA, vormde de doorbraak van de deconstructieve architectuur. Johnson overleed in januari 2005. Zijn levenspartner David Whitney volgde een aantal maanden later, op 12 juni 2005.
Philip Johnson kreeg in 1961 voor het ontwerp van de daklozenkerk in New Harmony de eerste prijs van het American Institute of Architects. In 1979 won hij als eerste de Pritzker Prize.

## Werk (selectie)
- 1947-1949 Glass House, New Canaan (Connecticut)
- 1953 Beeldentuin van het Museum of Modern Art, New York
- 1954-1956 Synagoge in Port Chester (New York)
- 1956 Seagram Building, New York (met Mies van der Rohe)
- 1960 Daklozenkerk, New Harmony (Indiana) (met Jacques Lipchitz)
- 1961 Amon Carter Museum, Fort Worth (Texas)
- 1960-1963 Sheldon Memorial Art Gallery, Lincoln (Nebraska)
- 1962-1965 Kline Geologie Laboratorium, Yale University, New Haven (Connecticut) (met Richard Foster)
- 1964 New York State Theater, Lincoln Center, New York
- 1966-1968 Kunsthalle Bielefeld, Bielefeld
- 1970-1976 Pennzoil Place, Houston
- 1976 Thanks-Giving Square-kapel, Dallas
- 1971 Uitbreiding openbare bibliotheek, Boston
- 1979-1984 Pittsburgh Plate Glass Building, Pittsburgh
- 1980 Crystal Cathedral, Garden Grove (Californië)
- 1980-1984 Hoofdkantoor AT&T (nu Sony Tower), New York
- 1984 Transco Tower (nu Williams Tower), Houston
- 1986 Lipstick Building, New York
- 1989 500 Boylston Street, Boston
- 1990 Crean Tower, Garden Grove
- 1995 Gate House, New Canaan
- 1996 Torres KIO, Madrid
- 1994-1997 Philip-Johnson-Haus bij Checkpoint Charlie, Berlijn
- 1999 200 Riverside Boulevard At Trump Place, New York

## Trivia
- Johnson wordt genoemd in het nummer Thru These Architect's Eyes op het album Outside (1995) van David Bowie.

- Bibsys: 90350166
- Biblioteca Nacional de España: XX891670
- Bibliothèque nationale de France: cb12177292s (data)
- Catàleg d'autoritats de noms i títols de Catalunya: 981058514677806706
- CiNii: DA00623207
- Gemeinsame Normdatei: 118712810
- International Standard Name Identifier: 0000 0001 0931 2885
- KulturNav: 7c659c7d-e1f5-4c31-9228-f42ed8318575
- Library of Congress Control Number: n79071165
- Nationale Bibliotheek van Letland: 000223694
- Bibliotheek van het Japanse parlement: 00444797
- Nationale Bibliotheek van Tsjechië: xx0030845
- Nationale bibliotheek van Australië: 35215105
- Nationale Bibliotheek van Israël: 987007590134805171
- Nationale Bibliotheek van Polen: a0000003418374
- Nationale en Universitaire bibliotheek Zagreb: 000028998
- Nederlandse Thesaurus van Auteursnamen: 068796358
- Réseau des bibliothèques de Suisse occidentale: 02-A003428007
- RKD-Nederlands Instituut voor Kunstgeschiedenis: 233136
- Istituto Centrale per il Catalogo Unico: RAVV001762
- SNAC: w6dj5h79
- Système universitaire de documentation: 105705829
- Trove: 868624
- Union List of Artist Names: 500014481
- Virtual International Authority File: 108419418
- WorldCat: E39PBJfWY63thpQrBBRQFjQKBP

Philip Johnson (1979) · Luis Barragán (1980) · James Stirling (1981) · Kevin Roche (1982) · I.M. Pei (1983) · Richard Meier (1984) · Hans Hollein (1985) · Gottfried Böhm (1986) · Kenzo Tange (1987) · Gordon Bunshaft en Oscar Niemeyer (1988) · Frank Gehry (1989) · Aldo Rossi (1990) · Robert Venturi (1991) · Álvaro Siza (1992) · Fumihiko Maki (1993) · Christian de Portzamparc (1994) · Tadao Ando (1995) · Rafael Moneo (1996) · Sverre Fehn (1997) · Renzo Piano (1998) · Norman Foster (1999) · Rem Koolhaas (2000) · Herzog & de Meuron (2001) · Glenn Murcutt (2002) · Jørn Utzon (2003) · Zaha Hadid (2004) · Thom Mayne (2005) · Paulo Mendes da Rocha (2006) · Richard Rogers (2007) · Jean Nouvel (2008) · Peter Zumthor (2009) · Kazuyo Sejima en Ryue Nishizawa (SANAA) (2010) · Eduardo Souto de Moura (2011) · Wang Shu (2012) · Toyo Ito (2013) · Shigeru Ban (2014) · Frei Otto (2015) · Alejandro Aravena (2016) · Rafael Aranda, Carme Pigem en Ramon Vilalta (RCR Arquitectes) (2017) · Balkrishna Doshi (2018) · Arata Isozaki (2019) · Grafton Architects (2020) · Anne Lacaton en Jean-Philippe Vassal (2021) · Francis Kéré (2022) · David Chipperfield (2023)